# آی‌ان‌اس وارونا
آی‌ان‌اس وارونا (به انگلیسی: INS Varuna) یک کشتی است که طول آن 54 m می‌باشد. این کشتی در سال ۱۹۸۱ ساخته شد.